# Omar Sosa
Omar Sosa (Camagüey, 10 aprile 1965) è un pianista cubano.

## Biografia
Nato a Camagüey, a Cuba, Sosa ha studiato percussioni alla Escuela Nacional de Musica e all'Instituto Superior de Arte. Negli anni '80 ha fondato la band Tributo, registrando album e facendo tournée con la band. Ha lavorato con la cantante cubana Xiomara Laugart e diverse band di jazz latino. Negli anni '90 si è trasferito da Cuba a Quito, a Palma di Maiorca, nella baia di San Francisco, e infine si è stabilito a Barcellona.
Mentre era in California, Sosa ha pubblicato i suoi primi album con il suo nome. Ha ricevuto nomination ai Grammy Award per quattro dei suoi album, tre nella categoria Latin Jazz. Nel gennaio 2011, Sosa e la NDR Bigband hanno vinto il 10° Independent Music Awards (IMAs) nella categoria Jazz Album con Ceremony. Ha anche collaborato con Paolo Fresu, Seckou Keita, Adam Rudolph e molti altri musicisti.
Sosa ha pubblicato la maggior parte delle sue registrazioni con la sua etichetta Otá.

## Discografia
Fonti:
- Solo Piano, originariamente pubblicato come Omar Omar (Otá, 1996)
- Nfumbe: For the Unseen, con John Santos (Otá/ PriceClub, 1997)[6]
- Free Roots (Otá, 1997)
- Inside (Otá, 1998)
- Spirit of the Roots (Otá, 1999)
- Bembon (Otà, 2000)
- Prietos (Otà, 2000)
- Sentir (Otà, 2002)
- Ayaguna, con Gustavo Ovalles (Otá, 2003)
- A New Life (Otá, 2003)
- Pictures of Soul, con Adam Rudolph (Otá/Meta Records, 2004)
- Aleatoric Efx (Otá, 2004)
- Mulatos (Otà, 2004)
- Mulatos Remix (Otá, 2005)
- Live à FIP (Otá, 2006)
- Promise, con Paolo Fresu (Otá, 2007)
- D.O.: A Day Off, con Greg Landau (Otá, 2007)
- Afreecanos (Otá, 2008)
- Tales from the Earth A Tale of Rhythm and Ancestry, con Mark Weinstein (Otá, 2009)
- Across the Divide ( Half Note Records, 2009)
- Simb, con Adam Rudolh (Otá/Meta Records, 2009)
- Ceremony, con NDR Bigband (Otá, 2010)
- Calma (Otà, 2011)
- Alma, con Paolo Fresu (Otá, 2012)
- Eggun: The Afri-Lectric Experience (Otá, 2013)
- Senses (Otá, 2014)
- ile (Otà, 2015)
- Jog, con Joo Kraus e Gustavo Ovalles (Otá, 2016)
- Eros, con Paolo Fresu (2016)
- Duets, con Marialy Pacheco (2017)[7]
- Es:Sensual, con NDR Big Band (Skip/Otá, 2017/2018)
- Transparent Water, con Seckou Keita (Otá, 2017)
- Aguas, con Yilian Cañizares (Otá, 2018)
- An East African Journey (Otá, 2021)